# Campionati norvegesi di sci alpino 1992
I Campionati norvegesi di sci alpino 1992 si svolsero a Bjorli tra il 28 marzo e il 1º aprile. Il programma incluse gare di discesa libera, supergigante, slalom gigante, slalom speciale e combinata, sia maschili sia femminili.

## Risultati

### Uomini

#### Discesa libera
| Pos. | Atleta             | Nazione  | Tempo   |
| ---- | ------------------ | -------- | ------- |
| 1    | Lasse Arnesen      | Norvegia | 1:29,09 |
| 2    | Jan Einar Thorsen  | Norvegia | 1:29,55 |
| 3    | Trond Øyvind Gimle | Norvegia | 1:30,17 |

Data: 28 marzo

#### Supergigante
| Pos. | Atleta                | Nazione  | Tempo   |
| ---- | --------------------- | -------- | ------- |
| 1    | Kjetil André Aamodt   | Norvegia | 1:48,47 |
| 2    | Ole Kristian Furuseth | Norvegia | 1:49,49 |
| 3    | Espen Hellerud        | Norvegia | 1:49,81 |

Data: 30 marzo

#### Slalom gigante
| Pos. | Atleta                | Nazione  | Tempo   |
| ---- | --------------------- | -------- | ------- |
| 1    | Kjetil André Aamodt   | Norvegia | 2:17,44 |
| 2    | Didrik Marksten       | Norvegia | 2:18,41 |
| 3    | Ole Kristian Furuseth | Norvegia | 2:18,57 |

Data: 31 marzo

#### Slalom speciale
| Pos. | Atleta                         | Nazione  | Tempo   |
| ---- | ------------------------------ | -------- | ------- |
| 1    | Lasse Kjus                     | Norvegia | 1:37,20 |
| 2    | Finn Christian Jagge           | Norvegia | 1:37,75 |
| 3    | Harald Christian Strand Nilsen | Norvegia | 1:38,46 |

Data: 1º aprile

#### Combinata
| Pos. | Atleta                         | Nazione  |
| ---- | ------------------------------ | -------- |
| 1    | Harald Christian Strand Nilsen | Norvegia |
| 2    | Erik Roland                    | Norvegia |
| 3    | Tom Stiansen                   | Norvegia |

### Donne

#### Discesa libera
| Pos. | Atleta         | Nazione  | Tempo   |
| ---- | -------------- | -------- | ------- |
| 1    | Astrid Lødemel | Norvegia | 1:34,42 |
| 2    | Jeanette Lunde | Norvegia | 1:35,30 |
| 3    | Linn Remmen    | Norvegia | 1:35,98 |

Data: 28 marzo

#### Supergigante
| Pos. | Atleta         | Nazione  | Tempo   |
| ---- | -------------- | -------- | ------- |
| 1    | Astrid Lødemel | Norvegia | 1:37,67 |
| 2    | Jeanette Lunde | Norvegia | 1:37,81 |
| 3    | Linn Remmen    | Norvegia | 1:38,53 |

Data: 30 marzo

#### Slalom gigante
| Pos. | Atleta              | Nazione  | Tempo   |
| ---- | ------------------- | -------- | ------- |
| 1    | Merete Fjeldavlie   | Norvegia | 2:06,45 |
| 2    | Caroline Gedde-Dahl | Norvegia | 2:07,46 |
| 3    | Jeanette Lunde      | Norvegia | 2:07,53 |

Data: 31 marzo

#### Slalom speciale
| Pos. | Atleta            | Nazione  | Tempo   |
| ---- | ----------------- | -------- | ------- |
| 1    | Marianne Kjørstad | Norvegia | 1:47,27 |
| 2    | Anne Berge        | Norvegia | 1:47,54 |
| 3    | Merete Fjeldavlie | Norvegia | 1:49,02 |

Data: 1º aprile

#### Combinata
| Pos. | Atleta            | Nazione  |
| ---- | ----------------- | -------- |
| 1    | Astrid Lødemel    | Norvegia |
| 2    | Merete Fjeldavlie | Norvegia |
| 3    | Anne Berge        | Norvegia |